# George FitzGerald

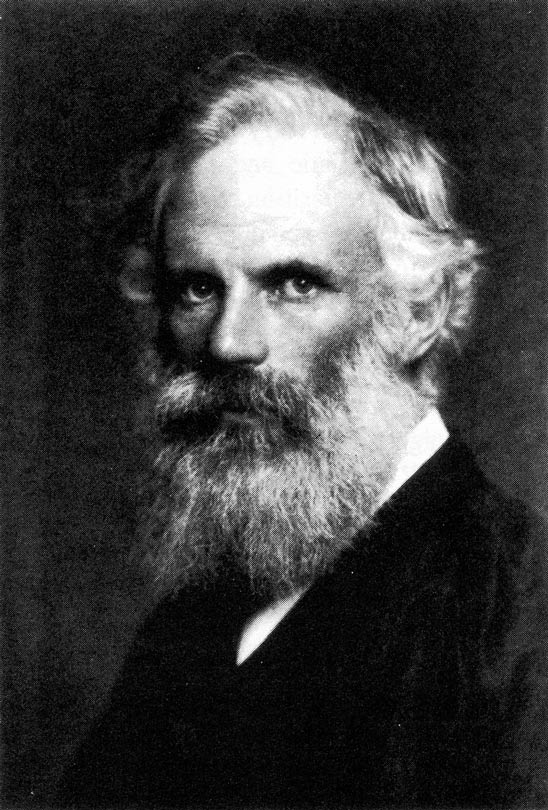
George FitzGerald

George Francis FitzGerald (Dublin, 3 augustus 1851 – aldaar, 21 februari 1901) was een professor in natural and experimental philosophy (natuurkunde) aan het Trinity College in Dublin aan het einde van de 19e eeuw. Samen met Oliver Lodge, Oliver Heaviside en Heinrich Hertz was hij een van de leidende figuren in de groep van Maxwellians die James Maxwells theorie van het elektromagnetisch veld herzag, uitbreidde, verduidelijkte en bevestigde aan het einde van de 19e eeuw.
In 1883, na de publicatie van de Wetten van Maxwell, suggereerde hij een apparaat om een snel oscillerende elektrische stroom te veroorzaken, om op die manier elektromagnetische golven te produceren, een fenomeen dat voor het eerst experimenteel was aangetoond door Heinrich Hertz.
Hij is echter het bekendst voor zijn aanname in 1889 dat alle bewegende voorwerpen lengtecontractie ondervinden in de richting van hun beweging. Dit zou het toen vreemde resultaat van het Michelson-Morley-experiment verklaren. FitzGerald baseerde zijn idee gedeeltelijk op de manier waarop bekend was dat elektromagnetische krachten beïnvloed werden door beweging. Dit baseerde hij op vergelijkingen die waren afgeleid door zijn vriend Oliver Heaviside. De Nederlandse natuurkundige Hendrik Lorentz kwam op een vergelijkbaar idee in 1892 en werkte dat uit in meer detail in zijn theorie over elektronen. De Lorentz-FitzGerald contractie werd later een belangrijk onderdeel van Albert Einsteins speciale relativiteitstheorie van 1905.